# Kingston Mines
Kingston Mines es una villa ubicada en el condado de Peoria en el estado estadounidense de Illinois. En el Censo de 2010 tenía una población de 302 habitantes y una densidad poblacional de 76,51 personas por km².

## Geografía
Kingston Mines se encuentra ubicada en las coordenadas 40°33′30″N 89°46′14″O / 40.55833, -89.77056. Según la Oficina del Censo de los Estados Unidos, Kingston Mines tiene una superficie total de 3.95 km², de la cual 3.56 km² corresponden a tierra firme y (9.71%) 0.38 km² es agua.

## Demografía
Según el censo de 2010, había 302 personas residiendo en Kingston Mines. La densidad de población era de 76,51 hab./km². De los 302 habitantes, Kingston Mines estaba compuesto por el 97.02% blancos, el 0.99% eran afroamericanos, el 0% eran amerindios, el 0% eran asiáticos, el 0% eran isleños del Pacífico, el 0% eran de otras razas y el 1.99% pertenecían a dos o más razas. Del total de la población el 1.32% eran hispanos o latinos de cualquier raza.